# يوري دجوركاييف

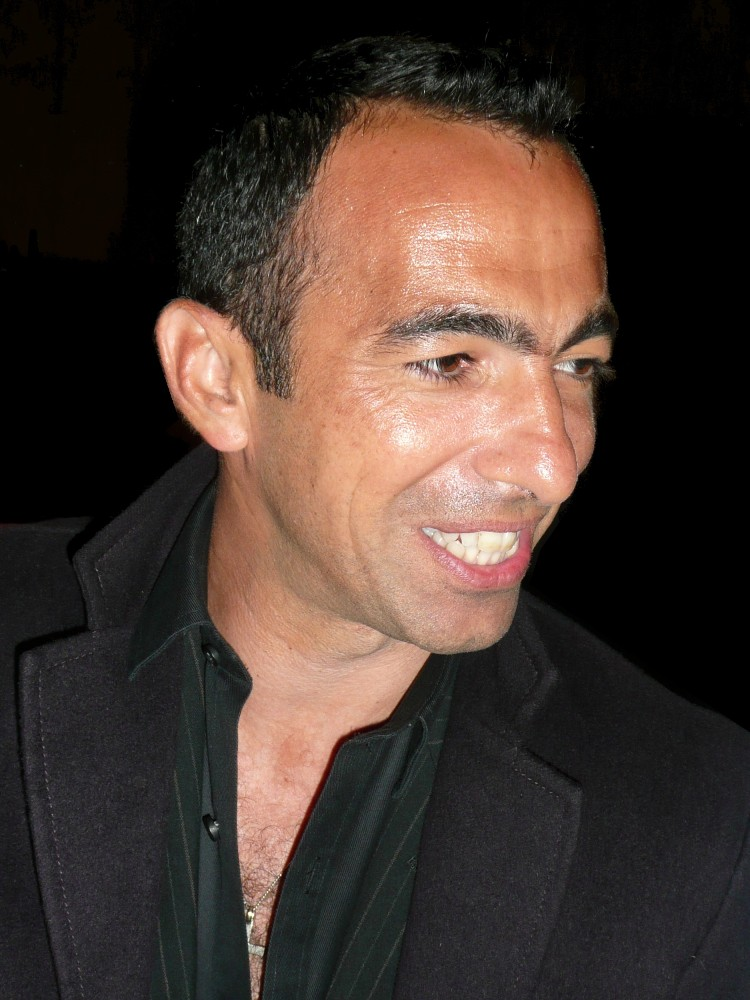
يوري دجوركاييف

يوري دجوركاييف (بالفرنسية: Youri Djorkaeff)‏ (ولد في 9 مارس 1968) في مدينة ليون الفرنسية. دجوركاييف لاعب كرة قدم فرنسي، عادة ما يلعب كمهاجم أو كلاعب وسط مهاجم. لعب مع المنتخب الفرنسي، وفاز معه بكأس العالم 1998 وبطولة أوروبا 2000، ولد دجوركاييف لأم من أصل أرمني، وأب كالميكي.
تنقل في مشواره الكروي بين العديد من دول أوروبا وبدأ ذلك في عام 1984 مع أندية فرنسا نادي جرينوبل وذلك قبل أن ينتقل إلى ستراسبورغ في العام 1989، ونادي موناكو في العام 1990، ومن ثم إلى باريس سان جيرمان في العام 1995. في عام 1994 تصدر دجوركاييف لائحة هدافي الدوري الفرنسي بعشرين هدفا.
في العام 1996 وقع دجوركاييف عقدا مع العملاق الإيطالي إنتر ميلان. في عام 1999 انتقل إلى ألمانيا وتحديدا لنادي كايزر سلاوتيرن. دجوركاييف أثار دهشة الكثيرين عندما وقع مع النادي الإنكليزي ذو المستوى المنخفض إلى حدا ما يولتون في العام 2002، ولكنه أضاف النكهة السحرية خلال الموسمين الذين لعبهما مع الفريق. ثم انتقل إلى نادي بلاكبيرن لموسم 2004-2005، ولكنه غادر النادي بعد أن لعب 3 مباريات فقط. دجوركاييف بعد ذلك وقع عقدا مع نادي مترو ستارز الأمريكي الذي يلعب في الدوري الأمريكي وكان ذلك في عام 2005 في فبراير. يعد اللاعب الفرنسي الوحيد الذي لعب في الدوري الأمريكي.
دجوركاييف فاز ببطولة أوروبا أبطال الكؤوس مع نادي باريس سان جيرمان عام 1996 وكذلك حصل مع الإنتر على كأس الاتحاد الأوروبي عام 1998. أحرز 28 هدفا في 82 مباراة دولية. دجوركاييف لعب لمنتخب بلاده في بطولة أوروبا 1996 وكذلك كأس العالم 2002. والده يدعى جان دجوركاييف، لعب لمنتخب فرنسا في كأس العالم 1966 وقام بتدريب المنتخب الأرمني لكرة القدم.

## وصلات خارجية
- يوري دجوركاييف على موقع IMDb (الإنجليزية)
- يوري دجوركاييف على موقع ديسكوغز (الإنجليزية)
- يوري دجوركاييف على موقع الاتحاد الدولي (مؤرشف)  (الإنجليزية)
- يوري دجوركاييف على موقع الدوري الأمريكي (الإنجليزية)
- يوري دجوركاييف على موقع قاعدة بيانات كرة القدم.إي يو (الإنجليزية)
- يوري دجوركاييف على موقع بيانات كرة القدم. دي إي (الألمانية)
- يوري دجوركاييف على موقع ليكيب (الفرنسية)
- يوري دجوركاييف على موقع ناشيونال فوتبول تيمز (الإنجليزية)
- يوري دجوركاييف على موقع Soccerbase.com (لاعب) (الإنجليزية)
- يوري دجوركاييف على موقع عالم كرة القدم.نت (الإنجليزية)